# ایوا یانژورووا
ایوا یانژورووا (چکی: Iva Janžurová؛ زادهٔ ۱۹ مهٔ ۱۹۴۱) بازیگر اهل جمهوری چک است که در سال‌های ۱۹۹۸ و ۲۰۰۲ برندهٔ جایزهٔ شیر چک شد.
از فیلم‌ها یا برنامه‌های تلویزیونی که وی در آن نقش داشته است می‌توان به قصر و ژیلتکی اشاره کرد.